# Emiliano Sala
Emiliano Raúl Sala Taffarel (31. října 1990 Cululú – 21. ledna 2019 Lamanšský průliv) byl argentinský profesionální fotbalista, který hrával na pozici útočníka. Mezi lety 2015 a 2019 působil ve francouzském klubu FC Nantes.

## Klubová kariéra
Po letech v mládežnickém fotbale v Argentině a jednom zápase v Portugalsku zahájil profesionální kariéru ve Francii v Bordeaux, za které debutoval v únoru 2012. Pokoušel se prosadit do sestavy prvního týmu, avšak byl zapůjčen do třetiligového Orléans a v další sezóně do druholigového Niortu. Než se vrátil do Bordeaux, předvedl v obou klubech dobré výsledky, když vsítil celkem 39 gólů. Zpočátku s ním manažer Willy Sagnol počítal pro nadcházející sezónu, ale přízeň rychle pominula a Sala byl zapůjčen do prvoligového Stade Malherbe Caen. V roce 2015 přestoupil do Nantes, za které sehrál během čtyř sezón více než stovku zápasů nejvyšší soutěže. Dne 19. ledna 2019 se upsal velšskému Cardiff City za částku 17 milionů eur, což je klubový rekord. Sala však za Cardiff nikdy nenastoupil. Přímo na první cestě do nového působiště ho postihla smrtelná nehoda.

## Zmizení letadla, smrt
Malé soukromé letadlo Piper Malibu, na jehož palubě Sala s pilotem Davidem Ibbotsonem cestoval z Nantes do Cardiffu, zmizelo z radarů 21. ledna 2019 u Alderney, jednoho z Normanských ostrovů. Sala přitom už při startu zanechal vzkaz na sociální síti WhatsApp, že má z cesty obavy, protože letadlo nevypadá v nejlepším stavu. Bylo zahájeno rozsáhlé pátrání, při kterém bylo prohledáno 4400 km² Lamanšského průlivu, po třech dnech jej však policie z Guernsey odvolala. Úřady označily možnost, že někdo z paluby letadla přežil, za „mimořádně nízkou“.
Ačkoliv oficiální pátrání po letadle 24. ledna 2019 skončilo, příbuzní se nevzdali nadějí. Díky přátelům a fanouškům se vybralo přes 300 tisíc eur, které dovolily vyslat dvě lodě, aby pokračovaly v pátrání. Vrak letadla byl nalezen 3. února 2019 posádkou lodi FPV Morven v hloubce 63 m. Ve vraku bylo viditelné tělo, které bylo vyzvednuto 7. února 2019. Následujícího dne jej dorsetská policie identifikovala jako pozůstatky Emiliana Saly. Tělo pilota Davida Ibbotsona nebylo doposud nalezeno.

## Úspěchy
- Hráč měsíce Ligue 1 podle UNFP – únor 2015,[9] říjen 2018[9]